# Erzbistum Catania
Das Erzbistum Catania (lateinisch Archidioecesis Catanensis, italienisch Arcidiocesi di Catania) ist eine in Sizilien gelegene Diözese der römisch-katholischen Kirche. Sie ist das Metropolitanbistum der Kirchenprovinz Catania in der Kirchenregion Sizilien, ihre Suffraganbistümer sind das Bistum Acireale und das Bistum Caltagirone.

## Geschichte
Das Bistum Catania führt seinen Ursprung bis in das 1. Jahrhundert n. Chr. zurück. Nach der Überlieferung wurde der heilige Berillus aus Antiochien 42 n. Chr. erster Bischof von Catania. Im 3. Jahrhundert erlitt hier die heilige Agatha das Martyrium. Ein Bischof Theodor aus Catania gehörte 787 zu den Teilnehmern des Zweiten Konzils von Nicäa.
Nach der arabischen Vorherrschaft wurde das ursprüngliche byzantinische Bistum am 9. März 1092 durch Roger I. und Papst Urban II. als lateinisches Bistum wiedererrichtet, erster Bischof wurde Ansgerius (1092–1124).
Im 19. Jahrhundert wurden auf dem umfangreichen bisherigen Territorium des Bistums Catania die Diözesen Acireale, Caltagirone, Nicosia und Piazza Armerina errichtet. Am 4. September 1859 wurde das Bistum Catania exemt und zum Erzbistum erhoben.
Am 2. Dezember 2000 wurde das Erzbistum Catania von Johannes Paul II. mit der Apostolischen Konstitution Ad maiori consuluendum in den Rang eines Metropolitanbistums erhoben und erhielt die Bistümer Acireale und Caltagirone als Suffraganbistümer.

## Einzelnachweise

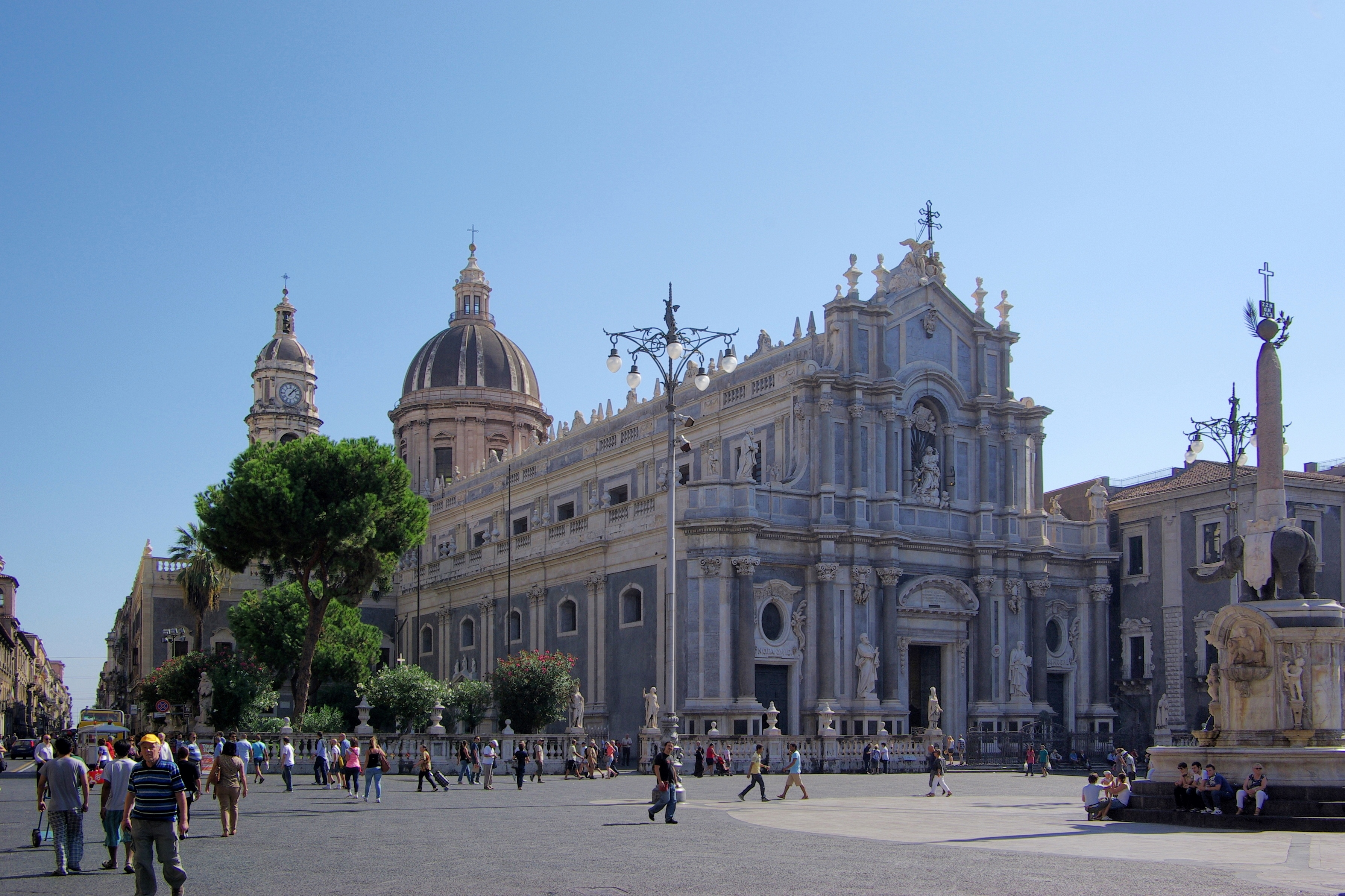
Kathedrale Sant’Agata in Catania